# Juan Gabriel
Alberto Aguilera Valadez (7/1/1950 – 28/8/2016; nghệ danh: Juan Gabriel; biệt danh: Juanga, El Divo de Juárez) là nam ca sĩ, diễn viên người Mexico. Ông được coi là một biểu tượng đại chúng (pop icon) vì những đóng góp của mình trong lĩnh vực âm nhạc.
Với hơn 100 đĩa nhạc được bán ra trên toàn cầu, Juan Gabriel là một trong những nghệ sĩ Mỹ Latinh thành công về doanh thu nhất mọi thời đại. Album phòng thu thứ 19, Recuerdos, Vol. II, được coi là album bán chạy nhất mọi thời đại tại Mexico với hơn 8 triệu bản tiêu thụ. Trong suốt sự nghiệp của mình, Juan Gabriel đã sáng tác khoảng 1800 ca khúc. Một vài ca khúc nổi bật trong số đó là: "Amor eterno", "Querida", "Yo no nací para amar", "Hasta que te conocí", "El Noa Noa", "No tengo dinero", "Abrázame muy fuerte", "Te lo pido por favor", "En esta primavera", "Pero qué necesidad", "Te sigo amando", "Siempre en mi mente, "De mí enamórate" và "Lo pasado, pasado".

## Thời thơ ấu
Alberto Aguilera Valadez sinh ngày 7 tháng 1 năm 1950 tại Parácuaro, Michoacán, Mexico, là con út trong một gia đình làm nông có 10 anh chị em. Cha ông là Gabriel Aguilera Rodríguez, mẹ ông là Victoria Valadez Rojas. Ông bắt đầu sáng tác nhạc từ năm 13 tuổi.
Cũng từ khoảng thời gian này, ông bắt đầu đi hát hợp xướng ở nhà thờ Giám lý địa phương.